# Ágnes Keleti
Ágnes Keleti (hongarès: Keleti Ágnes)  (Budapest, 9 de gener de 1921 - Budapest, 2 de gener de 2025) fou una gimnasta artística hongaresa, guanyadora de deu medalles olímpiques, l'atleta femenina jueva amb més èxit de la història olímpica. Definida com "la primera pedra de la gimnàstica a Israel", és membre del Saló de la Fama de l'Esport Hongarès i del Saló de la Fama de l'Esport Femení Internacional.

## Biografia
Va néixer el 9 de gener de 1921 a la ciutat de Budapest, capital en aquells moments del Regne d'Hongria i avui en dia de la República d'Hongria. Membre d'una família de religió jueva, el seu pare morí al camp de concentració d'Auschwitz i la seva mare fou reclosa en un altre camp, si bé al final de la Segona Guerra Mundial es pogué retrobar amb ella. Va morir amb 103 anys a Hongria el 2025, on vivia des del 2015.

## Carrera esportiva
Va iniciar l'activitat gimnàstica als 4 anys, i esdevingué campiona del seu país per primera vegada als 16 anys. Entre 1937 i 1956 fou campiona del seu país deu vegades.
Amb la cancel·lació dels Jocs Olímpics d'Estiu de 1940 i 1944 a conseqüència de la Segona Guerra Mundial, Keleti fou seleccionada per participar en els Jocs Olímpics d'estiu de 1948 realitzats a Londres (Regne Unit), si bé una lesió l'apartà d'aquella competició. Així doncs feu el seu debut, als 31 anys, en els Jocs Olímpics d'Estiu de 1952 realitzats a Hèlsinki (Finlàndia), on aconseguí guanyar quatre medalles: la medalla d'or en la prova d'exercici de terra, la medalla de plata en la prova per equips i la medalla de bronze en les proves de barres asimètriques i del concurs per aparells, a més de finalitzar quarta en la prova de barra d'equilibris i sisena en la prova individual, i guanyar així sengles diplomes olímpics. En els Jocs Olímpics d'Estiu de 1956 realitzats a Melbourne (Austràlia) va aconseguir guanyar sis medalles olímpiques: la medalla d'or en l'exercici de terra, de les barres asimètriques, de la barra d'equilibris i del concurs per aparells; així com la medalla de plata en la competició per equips i individual.
Al llarg de la seva carrera ha guanyat tres medalles en el Campionat del Món de gimnàstica artística, entre les quals una medalla d'or.

## Deserció
Durant la realització dels Jocs Olímpics d'estiu de 1956 la Unió Soviètica envaí Hongria amb motiu de la revolució hongaresa de 1956. Keleti, amb 44 companys més de la delegació hongaresa, decidí romandre a Austràlia i rebé asil polític.
L'any 1957 decidí emigrar a Israel amb la seva família, on treballà de professora d'educació física a la Universitat de Tel-Aviv. Es va convertir en entrenadora de l'equip nacional israelià de gimnàstica i professora d'educació física a l'Institut Wingate d'Educació Física i Esport.